# La Tempête (roman)
Pour les articles homonymes, voir La Tempête.
La Tempête est un roman de science-fiction de René Barjavel, publié en 1982.

## Résumé
Une jeune Américaine, Judith, va devenir l'héroïne la plus extraordinaire de l'histoire de l'humanité. Mais avant il y aura une guerre gigantesque, puis la paix, une prospérité fantastique, mais dangereuse. Un péril monstrueux menace alors l'humanité d'une destruction totale. Et c'est Judith qui est choisie par le destin pour tenter de la sauver, en se trouvant confrontée à un homme qu'elle avait connu le jour de ses 15 ans, et qu'elle avait voulu oublier.

## Commentaire
La Tempête utilise, comme la plupart des romans de l'auteur, des éléments de son époque : la guerre froide (bien que différente : nous avons l'opposition communisme / capitaliste, mais les protagonistes ne sont pas les mêmes que pour la situation historique), la peur de l'apocalypse nucléaire, le voyage spatial.

## Découpage de l'œuvre
La Tempête se découpe en trois parties bien distinctes.
- Une première partie qui raconte la guerre entre les continents américain et asiatique, une guerre immense et incontrôlable. Cette partie est plutôt brève et s'achève avec la découverte de « Helen », une arme qui mettra fin au conflit.
- La seconde partie raconte la fin de la guerre, le début de la paix et des espoirs qui vont avec, ainsi qu'en parallèle, la jeunesse de Judith, sa rencontre avec la personne que l'on retrouvera plus tard, celle qu'elle essaiera d'oublier. Elle se termine sur la nouvelle vie de Judith, mariée, avec un enfant et un mari aimant.
- La troisième partie, la plus longue, nous décrit la chute de la paix et de l'équilibre qui lui était associé. Judith retrouve son amour de jeunesse pour tenter de sauver le monde.